# 창원 유나이티드 FC
창원 유나이티드 FC(Changwon United Football Club)는 대한민국 경상남도 창원시에 있었던 축구 선수단이다. 창원시축구연합회가 운영했던 남자 아마추어 축구단이며, 1998년에 창단되었고 2008년에 해단되었다. K3리그 소속으로 팔용 어울림 인조구장을 홈구장으로 쓰고 있다. 이 팀이 생김으로써 창원은 K리그의 경남 FC, 한국 내셔널 리그의 창원시청 축구단을 포함해 3팀이 생겨 축구 도시로 거듭났다.
2007년 8월에 '창원 두대 FC'에서 '창원 유나이티드 FC'로 개명했다. 2008년 K3리그 후기리그부터 창원 유나이티드는 재정난을 견디지 못하고 자진 탈퇴하였다.

## 시즌 결과
| 시즌 | 리그        | 순위 | 경기 | 승 | 무 | 패 | 득 | 실 | 승점 | FA컵 | 기타                                         | 감독   |
| ---- | ----------- | ---- | ---- | -- | -- | -- | -- | -- | ---- | ---- | -------------------------------------------- | ------ |
| 2007 | K3리그 전기 | 7    | 9    | 2  | 4  | 3  | 15 | 16 | 10   |      |                                              | 민병오 |
| 2007 | K3리그 후기 | 9    | 9    | 0  | 2  | 7  | 13 | 31 | 2    |      |                                              | 민병오 |
| 2007 | K3리그 통합 | 8    | 18   | 2  | 6  | 10 | 28 | 47 | 12   |      |                                              | 민병오 |
| 2008 | K3리그 전기 | 14   | 15   | 1  | 2  | 12 | 23 | 56 | 5    |      |                                              | 민병오 |
| 2008 | K3리그 후기 | -    | 0    | 0  | 0  | 0  | 0  | 0  | 0    |      | 자진탈퇴로 경기소멸                          | 민병오 |
| 2008 | K3리그 통합 | 14   | 15   | 1  | 2  | 12 | 23 | 56 | 5    |      | 2008년 K3리그 자진탈퇴로 전기리그성적만 인정 | 민병오 |